# Torneo de Zúrich 2005
El Zurich Open 2005 fue un torneo de tenis femenino, disputado del 17 al 23 de octubre de 2005. Fue un evento de categoría Tier I que se jugó en canchas de cemento en pistas cubiertas como preparativo para el campeonato de fin de año de la WTA. Fue la 22.ª edición del torneo y tuvo lugar en el Hallenstadion en la ciudad suiza de Zúrich.

## Campeonas

### Individual femenino
Lindsay Davenport venció a  Patty Schnyder por 7–6(7–5), 6–3

### Dobles femenino
Cara Black /  Rennae Stubbs vencieron a  Daniela Hantuchová /  Ai Sugiyama por 6–7(6–8), 7–6(7–4), 6–3